# إن إيه-8 (ملاكند)
إم إيه-8 هي دائرة انتخابية للمجلس الوطني في باكستان. وهي تضم مقاطعة ملاكند. كانت تعرف سابقا باسم إم إيه-35 (ملاكند) من 1977 إلى 2018. وفي عام 2002 تم تغيير اسمها إلى إم إيه-8 بعد ترسيم الحدود في عام 2018.

## وصلات خارجية
- نتيجة الانتخابات الموقع الرسمي